# Friedrich Stohmann
Friedrich Stohmann (* 25. April 1832 in Bremen; † 1. November 1897 in Leipzig) war ein deutscher Agrikulturchemiker.

## Leben und Wirken
Stohmann, einziger Sohn eines Besitzers einer chemischen Fabrik in der Nähe von Oeynhausen, sollte nach dem Wunsch des Vaters diese Fabrik übernehmen. Da er an einer umfassenden wissenschaftlichen Ausbildung interessiert war, bezog er 1851 die Universität Göttingen, wo er der Burschenschaft Hannovera beitrat. Das Chemiestudium bei Friedrich Wöhler schloss er 1853 ab. Danach setzte er seine Studien von 1853 bis 1855 als Thomas Grahams Assistent am University College London fort und erwarb auf zahlreichen Reisen ein umfassendes Wissen über chemische Technologie. 1857 wurde er an der Universität Göttingen mit der Dissertation Die Hülfsdüngmittel über die Eigenschaften und die chemische Zusammensetzung ostfriesischer Böden promoviert. Im gleichen Jahr wurde er Mitarbeiter des Agrikulturchemikers Wilhelm Henneberg, der im Sommer 1857 das 1851 in Celle errichtete Laboratorium der „Königlich Hannoverschen Landwirthschafts-Gesellschaft“ nach Göttingen verlegte und in die neu gegründete Landwirtschaftliche Versuchsstation Weende eingliederte. Hier in Weende erarbeitete Stohmann gemeinsam mit Wilhelm Henneberg innerhalb weniger Jahre die Grundlagen der neuzeitlichen Tierernährungslehre. Allein durch die Einführung des Begriffes der verdaulichen Nährstoffe und ihrer Bestimmung am Tier, sowie durch die Fixierung einer einheitlichen analytischen Methodik in der später weltbekannten Weender Analyse (Weender Methoden), bestimmte er die Entwicklungsrichtung der Tierernährung bis in die heutige Zeit. Seine 1860 und 1864 veröffentlichten Beiträge zur Begründung einer rationellen Fütterung der Wiederkäuer gehören heute zu den „klassischen Werken“ der wissenschaftlichen Agrarliteratur.
1862 folgte Stohmann einem Ruf nach Braunschweig und gründete eine landwirtschaftliche Versuchsstation. Die Ergebnisse der zahlreichen Feldversuche mit neuen Düngemitteln, die er hier durchführte, hat er in den „Mittheilungen des Vereins für Land- und Forstwirthschaft im Herzogthume Braunschweig“ veröffentlicht. 1865 folgte er einem Ruf als Professor für Agrikulturchemie an die Universität Halle/S., wo er gleichzeitig die Einrichtung und Leitung der von Salzmünde nach Halle verlegten landwirtschaftlichen Versuchsstation übernahm. Auch hier beschäftigte er sich mit Düngungsversuchen und der Analyse von Düngemitteln, führte aber auch Experimente über die Ausnutzung der Futterstoffe bei landwirtschaftlichen Nutztieren durch.
Einen letzten Arbeitsplatzwechsel vollzog Stohmann 1871. Er folgte einem Ruf an die Universität Leipzig und gründete ein landwirtschaftlich-physiologisches Institut, das er fast 25 Jahre lang erfolgreich leitete. Der Schwerpunkt seiner wissenschaftlichen Tätigkeit lag fortan auf dem Gebiet des tierischen Stoffwechsels. Besonders mit seinen kalorimetrischen Untersuchungen der Nährstoffe und Nahrungsmittel erwarb er sich hohes Ansehen in der wissenschaftlichen Fachwelt. Stohmann ist Autor mehrerer technologischer Handbücher, u. a. über Zucker- und Stärkefabrikation. Sein umfangreiches Werk über Milch- und Molkereiprodukte, erschien erst wenige Monate nach seinem Tode.
Stohmann war Ehrenmitglied in zahlreichen landwirtschaftlichen Vereinen. Die Universität Göttingen ernannte ihn 1887 zum Ehrendoktor der Medizin, in Anerkennung „der hervorragenden Verdienste, die er sich um die Physiologie, das Fundament der ärztlichen Kunst, durch die äußerst genauen und sorgfältigen Untersuchungen über den Energiehaushalt der einzelnen zur Ernährung der Tiere und Pflanzen dienenden Stoffe erworben hat“. 1891 wurde er ordentliches Mitglied der Mathematisch-physischen Klasse der Sächsischen Akademie der Wissenschaften zu Leipzig. 1892 wurde er Mitglied der Leopoldina. Das Kuratorium der Liebig-Stiftung bei der Königlich Bayerischen Akademie der Wissenschaften zu München verlieh ihm 1896 die Goldene Liebig-Medaille, seinerzeit die höchste Auszeichnung auf dem Gebiet der Landbauwissenschaft.

## Hauptwerke
- Beiträge zur Begründung einer rationellen Fütterung der Wiederkäuer. Praktisch-landwirthschaftliche und physiologische Untersuchungen (mit Wilhelm Henneberg). Heft 1 u. 2, Braunschweig 1860 u. 1864, (Digitalisat).
- Handbuch der technischen Chemie. 1, Anorganische Chemie. 5. Auflage. Schweizerbart-Verlag, Stuttgart 1872, urn:nbn:de:bvb:12-bsb10999410-2.
- Handbuch der technischen Chemie. 2, Organische Chemie. 5. Auflage. Schweizerbart-Verlag, Stuttgart 1874, urn:nbn:de:bvb:12-bsb11181857-7.
- Liebig’s Beziehungen zur Landwirthschaft. Privatdruck (1873). Zugl. in: Journal für praktische Chemie N. F., Bd. 8, 1873, S. 458–476, doi:10.1002/prac.18740080149.
- Biologische Studien. Arbeiten der agricultur-chemischen Versuchsstation Halle Heft 1. Braunschweig 1873.
- Stohmanns Handbuch der Zuckerfabrikation. Verlag Paul Parey Berlin 1878; 2. Aufl. 1885; 3. Aufl. 1893; 4. Aufl. bearb. von A. Rümpler 1899; 5. Aufl. bearb. von Alfred Schander, Verlag P. Parey, 1912, Reprint Nabu-Press 2010, ISBN 978-1-143-43985-8
- Die Stärkefabrikation. Verlag Paul Parey, Berlin 1878, OCLC 20736637.
- Encyklopädisches Handbuch der technischen Chemie. Auf der Grundlage von James Sheridan Muspratt’s „Dictionary of Chemistry“. 2 Bde., Verlag C.A. Schwetschke & Sohn Braunschweig 1854–1858. – 4. verb. u. verm. Aufl. neubearbeitet von Bruno Kerl und Friedrich Stohmann, Bd. 1–6, Braunschweig 1888–1896; fortgesetzt von Hans Bunte Bd. 7–12, 1898–1922, OCLC 879139004.
- Die Milch- und Molkereiprodukte. Ein Handbuch für Milchtechniker und Nahrungsmittelchemiker. Verlag Vieweg Braunschweig 1898, OCLC 247711220.
- Ueber den Wärmewerth der Bestandtheile der Nahrungsmittel. In: Zeitschrift fuer Biologie. Band 13, 1894, DNB 1125719273, S. 364–391, urn:nbn:de:hebis:30-1121588 (freier Volltext).